# Русское (Ростовская область)
Ру́сское — село в Куйбышевском районе Ростовской области.
Входит в состав Куйбышевского сельского поселения.

## Население
| 2010 |
| ---- |
| 0    |

По данным переписи 1926 года по Северо-Кавказскому краю, в селе числилось 168 хозяйств и 830 жителей (409 мужчин и 421 женщина), из которых все 830 — великороссы.

## Улицы
| - ул. М. Н. Алексеева, - пер. Горный. - ул. Красноармейская, - ул. Мира, | - ул. Миусская, - ул. Молодёжная, - ул. Набережная, - ул. Школьная. |

## Достопримечательности
- Братская могила погибших во время Великой Отечественной войны.

Похоронен советский поэт Моисей Александрович Рыбаков, который погиб 17 июля 1943 года при форсировании реки Миус в Ростовской области.

## Известные уроженцы
- Алексеев, Максим Николаевич (1911—1986) — советский военный лётчик, подполковник, Герой Советского Союза.

## Топографические карты
- Лист карты L-37-6 Куйбышево. Масштаб: 1 : 100 000. Состояние местности на 1989 год. Издание 1993 г.